# Euseigne
Euseigne auf 970 m ü. M. ist ein Ortsteil der Gemeinde Hérémence im Val d’Hérens, einem Seitental der Rhône im französischsprachigen Teil des Schweizer Kantons Wallis. Der Ort wurde bekannt durch seine Erdpyramiden, eine Erosionserscheinung der ehemaligen Mittelmoräne des nach der Würmeiszeit aus den tiefen Tallagen zurückweichenden Hérens-Gletschers.

## Geschichte

Luftbild (1955)

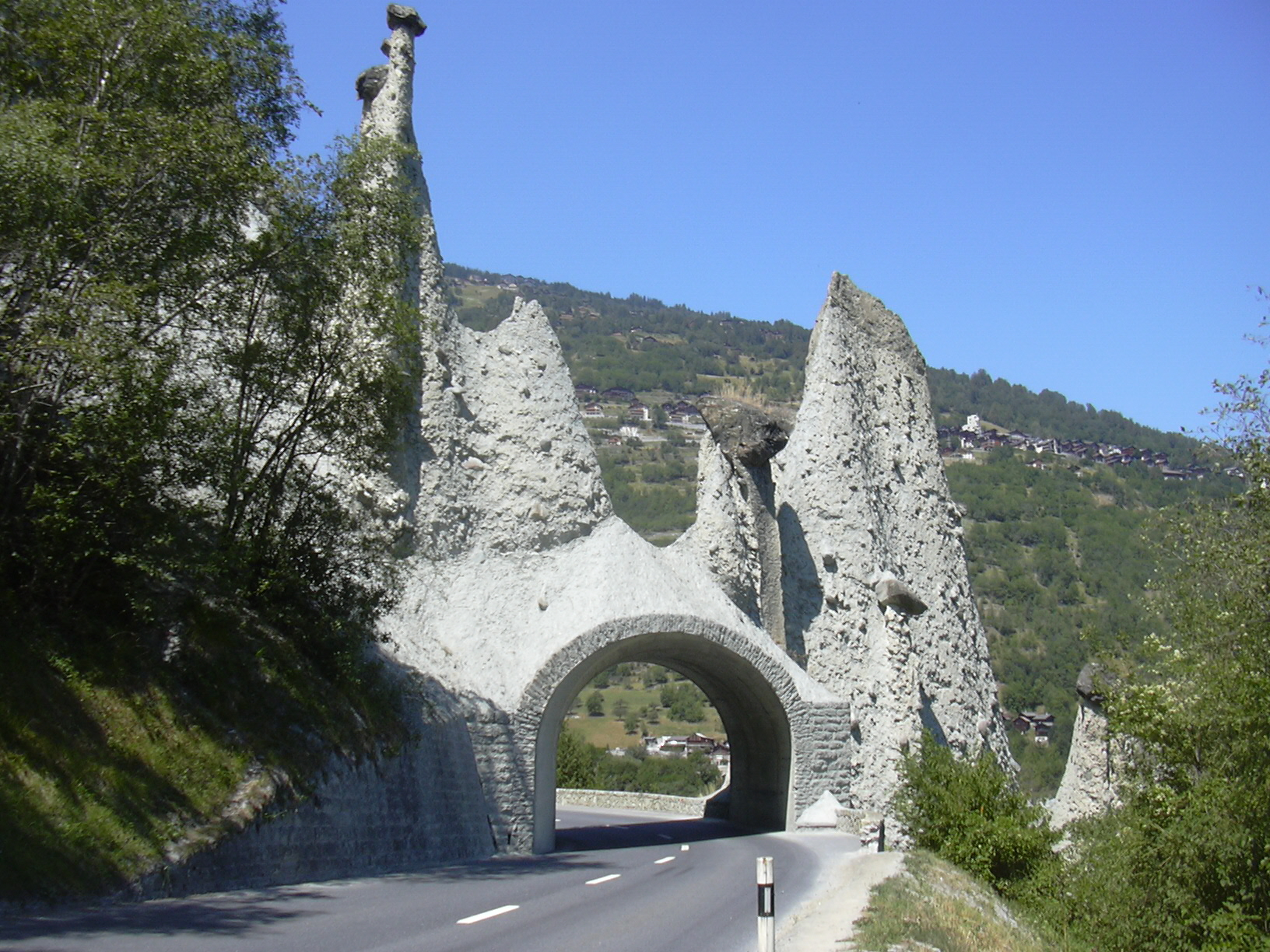
Euseigne: Tunneldurchbruch durch die Pyramiden, 1947

Das Dorf am Zusammenfluss der Borgne (Val d’Hérens) und der aus dem Lac des Dix von Südwesten einmündenden Dixence (Val d’Hérémence) ist seit dem Mittelalter belegt. Eine erste dem Heiligen Georg gewidmete Kapelle baute der Domherr Georg Dayer 1587.
Durch zwei Grossfeuer 1800 und 1917 wurde fast die gesamte historische Bausubstanz zerstört. Die Kapelle wurde 1923 erneuert.
Seit Mitte des 20. Jahrhunderts ist Euseigne ein touristisch relevanter Durchgangsort auf der ca. 30 km langen Strecke aus dem Rhônetal zur Gletscherwelt des oberen Talabschlusses des Val d’Hérens und zur weltweit höchsten Staumauer, der Grande Dixence, am Ende des Val d’Hérémence. Die Erdpyramiden von Euseigne sind dabei ein markanter Zwischenstopp. Bis 2024 verlief die Landstraße unter den Formationen hindurch und nutzte einen kurzen und schmalen Tunneldurchbruch von 1947. Seit 2024 wird ein neuer und längerer, zweispuriger Tunnel-Neubau genutzt, sodass die alte Straße für Fußgänger zugänglich ist.

## Infrastruktur
- Wanderwege entlang der Borgne talauf- und -abwärts, nach Hérémence und durch das Tal der Dixence sowie auf die Höhenzüge östlich der Borgne mit den Nachbargemeinden Mase und St. Martin.
- Abzweig einer Nebenstrasse von der Hauptstrasse durch das Val d’Hérens in das Val Hérémence.